# Генрих VI (граф Горицы)

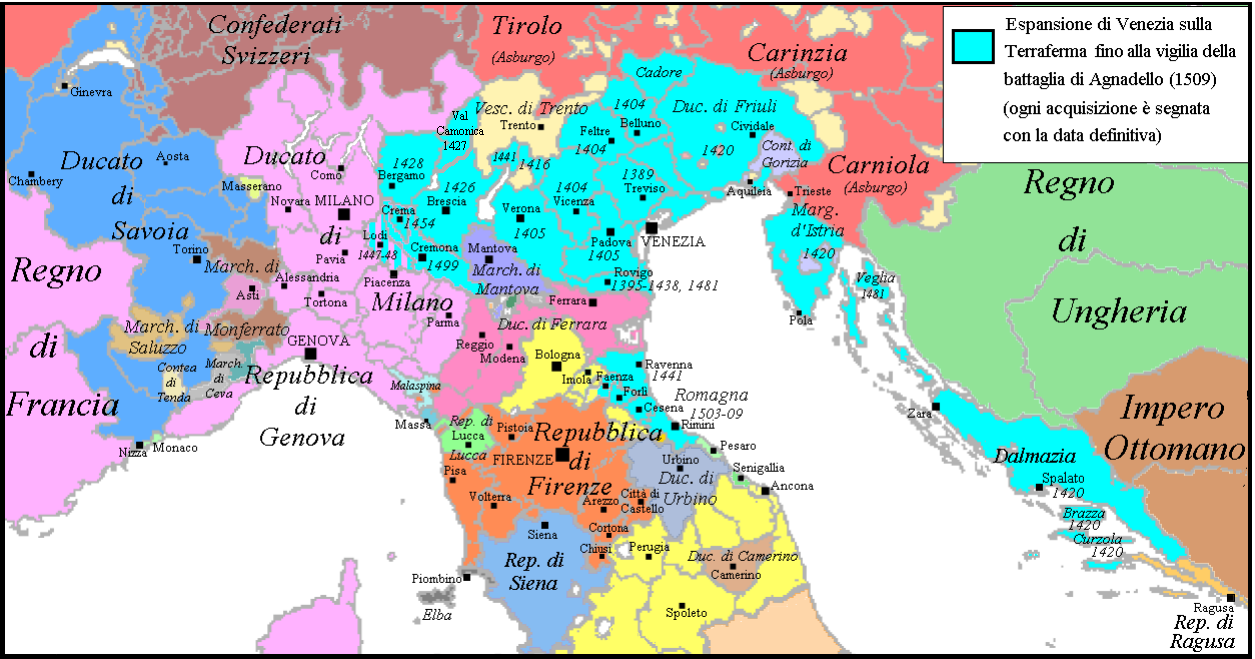

Генрих VI (нем. Heinrich VI. von Görz; 1376 — 1454) — граф Горицы с 1385 года, имперский князь, граф Кирхберга, пфальцграф Каринтии, штатгальтер Беллуно и Фельтре, ландсгауптман Крайны.

## Биография
Сын Мейнхарда VI фон Гёрца и его второй жены Утехильды фон Метш. После смерти отца до 1394 года находился под опекой епископа Гурка Иоганна IV фон Майрхофена. Затем сам стал опекуном своего младшего брата Иоганна Мейнхарда VII (до 1398 года).
На треть владений Мейнхарда VI фон Гёрца претендовали баварские герцоги, как наследники его дочери Екатерины (1350—1391), жены Иоганна II Баварского-Мюнхенского. За отказ от своих претензий они потребовали 100 тысяч гульденов. Часть этой суммы заплатил ещё опекун Генриха VI — епископ Гурка, а оставшиеся 74 тысячи — он сам. Для этого пришлось заложить Лиенц и некоторые другие земли герцогу Альбрехту Австрийскому.
В 1394 году Генрих VI от своего имени и от имени брата заключил договор с австрийскими Габсбургами. Согласно его условиям, если род последних пресечётся по мужской линии, к Горице отойдут Крайна, Истрия и Мётлинг. Если же вымрет род графов фон Гёрц, то Австрия унаследует Горицу и Лиенц.
Фогт Аквилеи в 1398—1422 годах, лишился прав фогства после захвата Фриуля Республикой Венеция. 
Пфальцграф Каринтии с 2 июля 1415 года (вместе с братом).
Губернатор Беллуно и Фельтре в 1412 году — получил эту должность после того, как ссудил королю Сигизмунду, воевавшему с Венецией, 6 тысяч золотых гульденов. Принял участие в этой войне и в 1419 году попал в плен к Таддео д’Эсте, освобождён за выкуп, который заплатит тесть — Герман Цилли. Признал себя вассалом республики по своим фриульским владениям (1424).
После смерти брата — Иоганна Мейнхарда VII, сыновья которого умерли в молодом возрасте, унаследовал Кирхберг (1430) и в 1433 году отдал его в залог зятю — Иоганну фон Эттинген-Валлерштайну, вместо приданого.
Поскольку Генрих VI был неисправимый пьяница («unverbesserlicher Trinker»), в период его правления графство начало приходить в упадок. Он заложил, отдал в лен и продал часть своих владений, но так и не смог расплатиться с долгами.

## Семья
Первым браком был женат (свадьба между 1400 и 1407 годами) на Елизавете Цилли (ум. 1426), дочери графа Германа II Цилли, бана Славонии, Хорватии и Далмации. Овдовев, женился на Каталине Гараи, дочери венгерского дворянина Миклоша Гараи.
Дети от первой жены:
- Анна (ум. 1437), жена Бруноро делла Скала, имперского викария Вероны
- Маргарета (ум. 1450), с не позднее 1433 г. жена графа Иоганна фон Эттинген-Валлерштайна.

Дети от второй жены:
- Иоганн II (1433—1462), граф Горицы
- Леонард (1444—1500), граф Горицы
- Людвиг (ум. 1457).

Вдова Генриха VI Каталина Гараи, поссорившаяся со старшим сыном, завещала свои венгерские владения (Соклос, Симонторна, Папа и Гараи) младшему — Леонарду, а сеньории Грюнбург и Мосбург — австрийским герцогам.